# 巴特勒岩
82°35′S 47°57′W / 82.583°S 47.950°W
巴特勒岩（英語：Butler Rocks）是南極洲的岩石，位於伊利沙伯女皇地，處於萬加德冰原島峰西南面5公里，屬於福里斯特爾山脈的一部分，海拔高度910米，美國地質調查局根據測量和該國海軍的空中照片繪入地圖，現時由南極條約體系管理。
 本条目引用的公有领域材料来自美国地质调查局的文档《巴特勒岩》 （資料來自地名信息系统）。